# ای‌آرسی گلوریا
ای‌آرسی گلوریا (به انگلیسی: ARC Gloria) یک کشتی است که طول آن ۶۴٫۷ متر (۲۱۲ فوت) می‌باشد.